# Ширшов, Александр Васильевич
Алекса́ндр Васи́льевич Ширшо́в (5 декабря 1928, с. Морша, Большеглушицкий район, Средне-Волжская область, СССР — 20 февраля 1993, пос. Фрунзенский, Большеглушицкий район, Самарская область, Россия) — бригадир тракторной бригады совхоза имени Фрунзе Большеглушицкого района Куйбышевской области, Герой Социалистического Труда (1966).

## Биография
Родился 5 декабря 1928 года в селе Морша Большеглушицкого района Средне-Волжской (в последующем Куйбышевской, ныне Самарской) области в семье колхозника. По национальности русский.
В 1937 году пошёл в среднюю школу посёлка Фрунзенский Большеглушицкого района, но по семейным обстоятельствам, отучившись 5 классов, в 1941 году прервал образование и трудоустроился рядовым колхозником, проработав до 1943 года. В 1943 году поступил на годичные курсы трактористов при Фрунзенской машинно-тракторной станции (МТС), после чего апреля 1944 года направлен работать по полученной специальности в колхоз «Красное знамя», трудился там до декабря 1948 года, когда был призван в Советскую Армию. Отслужив 3 года, в ноябре 1951 года вернулся на малую родину.
В январе 1952 года трудоустроился в совхоз имени Фрунзе мотористом мельницы, в мае переведён на должность тракториста отделения № 3. В апреле 1954 года стал главой тракторно-полеводческой бригады отделения № 1 совхоза имени Фрунзе. Осваивал целину, награждён медалью «За освоение целинных земель».
Указом Президиума Верховного Совета СССР от 23 июня 1966 года «за успехи, достигнутые в увеличении производства и заготовки пшеницы, ржи, гречихи, риса, других зерновых и кормовых культур и высокопроизводительном использовании техники» удостоен звания Героя Социалистического Труда с вручением ордена Ленина и золотой медали «Серп и Молот».
16 ноября 1966 года был назначен управляющим отделения № 1 совхоза имени Фрунзе. В 1967 году поступил на заочное отделение Рождественского сельскохозяйственного техникума, окончив его в 1971 году. В 1979 году становится заместителем директора по кормопроизводству, проработал на этой должности до выхода на пенсию в 1991 году.
Скончался 20 февраля 1993 года, похоронен на кладбище посёлка Фрунзенский.
Награждён орденами Ленина (23.06.1966), Октябрьской Революции (23.12.1976), медалями, в том числе «За освоение целинных земель» (20.10.1956).